# هشام الزروالي
هشام زروالي، من مواليد 17 يناير 1977 وتوفي في 5 ديسمبر 2004 في الرباط في المغرب بسبب حادثة سير، لاعب كرة قدم مغربي سابق. لعب في أندية مغربية وخليجية وأوروبية خاصة فريق أبردين الإسكتلندي وأنهى مسيرته الكروية في فريقه الأم الجيش الملكي.
و قد لعب مع منتخب المغرب لكرة القدم.

## روابط خارجية
- هشام زروالي على موقع الاتحاد الدولي (مؤرشف)  (الإنجليزية)
- هشام زروالي على موقع قاعدة بيانات كرة القدم.إي يو (الإنجليزية)
- هشام زروالي على موقع ناشيونال فوتبول تيمز (الإنجليزية)
- هشام زروالي على موقع Soccerbase.com (لاعب) (الإنجليزية)
- هشام زروالي على موقع عالم كرة القدم.نت (الإنجليزية)
- هشام زروالي على موقع كووورة